# Marta Čakić
Marta Čakić (Dernis, 16 agosto 1982) è un'ex cestista croata.

## Carriera
Con la Croazia ha disputato i Campionati europei del 2011.